# Vultum Dei quaerere
Vultum Dei quaerere (Buscar la Cara de Déu) és una constitució apostòlica emesa pel Papa Francesc el 22 de juliol de 2016, sobre la vida de les dones religioses contemplatives.

## Continguts
El Papa dedica un capítol per elogiar de la vocació a la vida contemplativa. Detalla 12 aspectes de la vida contemplativa per ajudar a les dones que segueixen aquesta vocació, i que concreta en "formació, oració, la paraula de Déu, els sagraments, l'Eucaristia, la Reconciliació, la vida fraternal dins comunitat, les federacions, el claustre, la feina, el silenci, els mitjans de comunicació i l'ascetisme." Conclou que les monges són necessàries pel món i per l'Església com els flotadors del viatge dels homes i dones del nostre temps".
La constitució estableix les regles noves que governen la vida de les dones contemplatives, enfasitzant la importància de la naturalesa divina centrada en la vida monàstica. També estableix les bases per la federació de les comunitats contemplatives. El Papa Francesc esmenta i modifica parcialment alguns aspectes de documents del Papa Pius XII, com Sponsa Christi, així com parts de les instruccions Inter Praeclara, publicades el 1950, i Verbi Sponsa, del 1999.

## Publicació
Durant la roda de premsa del Vaticà per presentar el document, l'Arquebisbe José Rodríguez Carballo, O.F.M., secretari de la Congregació per Instituts de Societats i Vida Consagrada de Vida Apostòlica, va remarcar que "la Mare de Déu és el principal icona de la vida contemplativa, Esposa i Mare que acull els tresors del món per tornar-los al món... per ajudar a portar a Crist al món i tocar els cors dels homes i les dones".